# Screwed Up Click Representa
Screwed Up Click Representa – czwarty solowy album amerykańskiego rapera Z-Ro.

## Lista utworów
| #  | Tytuł                  | Wykonawca             |
| -- | ---------------------- | --------------------- |
| 01 | „Does It Matter"       |                       |
| 02 | „Real”                 | Lil’ O, Kevo          |
| 03 | „Gorilla Till I Die”   | Den Den, Lyrical 187  |
| 04 | „Life”                 | Mr. 3-2, H2O          |
| 05 | „Gotta Let Go (Skit)”  |                       |
| 06 | „U Gotta Let Go”       | Lil’ Keke, Billy Cook |
| 07 | „Tha Third Coast”      |                       |
| 08 | „Plex”                 |                       |
| 09 | „H.A.T.E.”             |                       |
| 10 | „Southside Can't Stop" | Den Den               |
| 11 | „All Night”            |                       |
| 12 | „How Does It Feel?”    | Big Rodsta            |
| 13 | „Freestyle”            | Bettye Sterling       |
| 14 | „My Sermon”            |                       |
| 15 | „S.U.C. For Life”      | K.T.                  |
| 16 | „Maintain”             | Big Hawk              |
| 17 | „Final Curtain Call”   | Pup, Bettye Sterling  |